# جشمة رقات (دشت روم)
جشمة رقات (بالفارسية: چشمه رقات) هي قرية تقع في إيران في قسم دشت روم الريفي. يقدر عدد سكانها بـ 39 نسمة بحسب إحصاء 2016.